# Psel

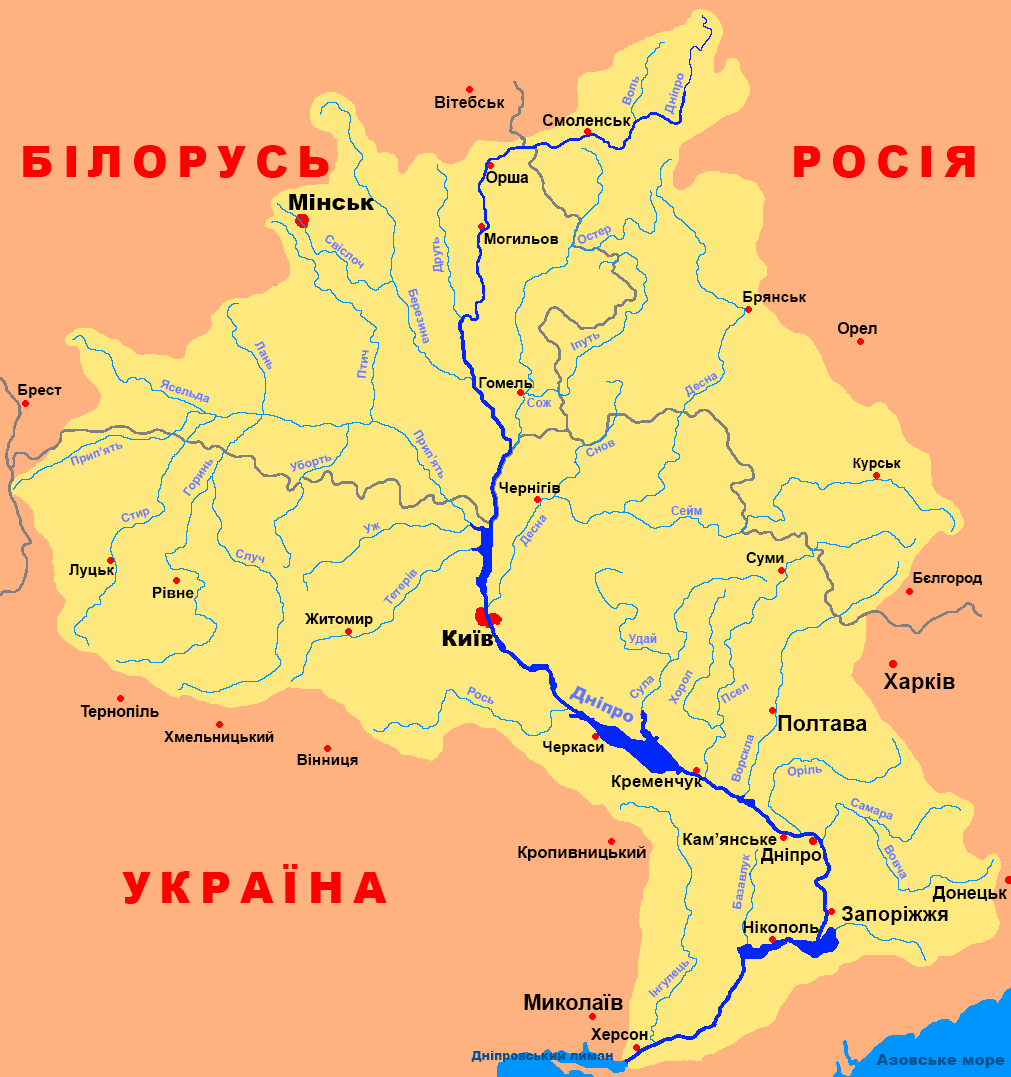

Psel (în ucraineană Псел, transliterat: Psel), numit uneori și Psiol, este un râu în Rusia și Ucraina, afluentul stâng al Niprului, se varsă în lacul de acumulare Kamensk (fostul Dneprodzerjinsk). Trece prin regiunile Belgorod și Kursk din Rusia, regiunile Sumî și Poltava din Ucraina. Are o lungime de 717 km, suprafața bazinului hidrografic al râului este de 22,8 mii km².
Izvorăște dintr-un izvor de pe versanții vestici ai Podișului Central Rusesc, curge prin Câmpia Niprului. Valea râului în cursul său superior este îngustă, adâncă, cu pante abrupte, în aval lățimea ei ajunge la 10-15 km, până la 20 km (în cursul inferior). Pantele văii sunt asimetrice: cea dreaptă este înaltă (are o înălțime de 30-70 m), cea stânga este joasă. Lunca râului este brăzdată de albii vechi și gârle, în unele locuri este mlăștinoasă. Albia râului este șerpuitoare, ramificată. Panta râului este de 0,23 m/km. Afluenții principali sunt Sudja, Grun, Horol (pe dreapta); Sîrovatka, Grun-Tașan, Govtva (pe stânga).
Debitul mediu în cursul inferior este de 55 m³/s. Îngheață la începutul lui decembrie, se dezgheață la sfârșitul lui martie. Pe râu s-au construit centrale hidroelectrice mici și ecluze regulatoare. În cursul inferior este navigabil. Apa Pselului este folosită pentru alimentarea cu apă a localităților și a întreprinderilor și irigație. Pe Psel se află orașele Sumî și Gadeaci; pe malurile râului – locuri de odihnă. Printre măsurile de protecție și ameliorare a Pselului se numără curățarea albiei râului, crearea unor zone de protecție a apelor, interzicerea utilizării bărcilor cu motor etc.